# Palmira Sérgio Lopes
Palmira Sérgio Lopes (Areia, Paraíba, 19 de dezembro de 1938), conhecida como "Dona Palmira", é uma líder comunitária, educadora popular, agricultora e fitoterapeuta brasileira, desenvolvendo trabalho nas áreas de práticas populares, educação popular em saúde e associativismo comunitário.

## História
Nascida no interior da Paraíba, foi criada pela avó, adquirindo conhecimentos ancestrais na utilização de plantas medicinais. Hoje, vive no Assentamento Novo Salvador, no município de Jacaraú, onde continua a realizar trabalhos comunitários e manipulação de fitoterápicos no Movimento Popular de Saúde da Paraíba (MOPS-PB). O movimento foi reformulado em 2013, passando a ter como apoiadora a Universidade Federal da Paraíba.
Participou ativamente da Reforma sanitária no Brasil, que culminou com a implantação do Sistema Único de Saúde (SUS), através de sua militância no MOPS-PB, junto de Eymard Mourão Vasconcelos, que coordena desde a década de 1980. Participou de movimentos pelo direito à terra, de mulheres, católicos e entidades políticas. Tem participado ativamente das Conferências Nacionais de Saúde combatendo o uso de agrotóxicos na lavoura.
Em 2010 foi homenageada no I Encontro Nordestino de Educação Popular em Saúde, promovido pelo Comitê Nacional de Educação Popular em Saúde, e que foi um dos encontros preparatórios para a elaboração da Política Nacional de Educação Popular em Saúde. Segundo o professor Pedro Cruz, além de ser objeto da distinção Palmira participou "também como protagonista, trazendo seu saber, suas experiências, suas reflexões e suas propostas, agregando consideravelmente no processo de construção da Política". Em 2019 foi homenageada no Congresso Brasileiro de Ciências Sociais e Humanas em Saúde, um dos principais encontros acadêmicos e científicos da Associação Brasileira de Saúde Coletiva.
Em 2019, Palmira publicou o livro Práticas populares de cuidado, ação comunitária e promoção da saúde: experiências e reflexões. No prefácio, o professor da Universidade Federal da Paraíba Eymard Vasconcelos a chamou de "referência nacional no trabalho de organização popular" e "uma grande animadora do movimento de saúde" da região de João Pessoa. "Ela também sempre foi grande parceira dos estudantes envolvidos nos projetos de extensão popular da UFPB, ajudando a ensiná-los sobre os caminhos do protagonismo popular em saúde. Seu gosto e seu saber sobre plantas medicinais foram ainda muito importantes na organização de iniciativas de valorização da fitoterapia na UFPB. [...] Em muitos eventos nacionais importantes, tem sido chamada para falar em nome do MOPS, pelo reconhecimento de sua integridade e compromisso histórico com as causas populares. E tem se posicionado, nesses espaços de grande visibilidade na mídia, de forma, ao mesmo tempo, simples e brilhante. [...] Representa um símbolo de grande significado pedagógico, tanto para os trabalhadores das políticas públicas como para as classes populares". Segundo apreciação da Rede de Educação Popular e Saúde, a obra é um documento importante para "a compreensão da importância das práticas populares como medida complementar do cuidado em saúde", e contribui para "valorizar e reconhecer o trabalho desempenhado por essa Educadora Popular para que seja referenciada por suas ações e sabedorias e que seu trabalho sirva de inspiração para aqueles que buscam conhecimento na área".
Segundo Iris Abílio, Palmira Lopes "é uma referência dentre os protagonistas das práticas populares de saúde, de Educação Popular e dos movimentos sociais no estado da Paraíba". Teve uma "participação importante na construção da Política Nacional de Educação Popular em Saúde, não se furtando a contribuir nas Políticas Nacionais de Práticas Integrativas e Complementares no SUS". Em suas atividades "demonstrou também um forte compromisso com os grupos oprimidos da sociedade, articulando-se também com a classe feminina nas lutas populares na qual se envolveu, revelando o lado político e o empoderamento das mulheres. Indo na contramão das opressões sofridas perante o conservadorismo muito presente naquela época, na qual as mulheres eram excluídas da parte econômica e política".